# Hester (Luisiana)
Hester es un lugar designado por el censo ubicado en la parroquia de St. James en el estado estadounidense de Luisiana. En el Censo de 2010 tenía una población de 498 habitantes y una densidad poblacional de 47,58 personas por km².

## Geografía
Hester se encuentra ubicado en las coordenadas 30°1′33″N 90°46′13″O / 30.02583, -90.77028. Según la Oficina del Censo de los Estados Unidos, Hester tiene una superficie total de 10.47 km², de la cual 8.96 km² corresponden a tierra firme y (14.38%) 1.5 km² es agua.

## Demografía
Según el censo de 2010, había 498 personas residiendo en Hester. La densidad de población era de 47,58 hab./km². De los 498 habitantes, Hester estaba compuesto por el 91.77% blancos, el 6.02% eran afroamericanos, el 0.2% eran amerindios, el 0.2% eran asiáticos, el 0% eran isleños del Pacífico, el 0.6% eran de otras razas y el 1.2% pertenecían a dos o más razas. Del total de la población el 0.4% eran hispanos o latinos de cualquier raza.